# Bergamt des Herzogtums Westfalen

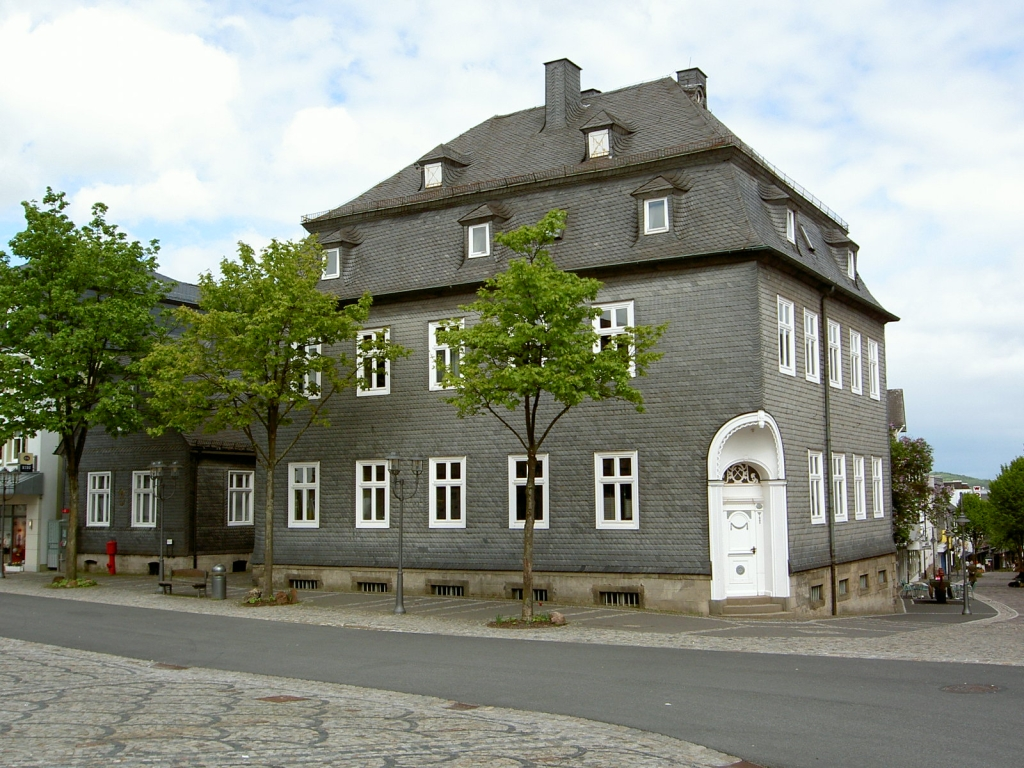
Das Haus Hövener in Brilon war zu Beginn des 19. Jahrhunderts für einige Jahre bis zur Verlegung nach Eslohe Sitz des Bergamtes

Das Bergamt des Herzogtums Westfalen (teilweise auch Oberbergamt genannt) war die Bergbehörde für das zu Kurköln gehörende Herzogtum Westfalen. Es geht auf das 16. Jahrhundert zurück und bestand bis in das 19. Jahrhundert hinein. Es war unter anderem zuständig für den Bergbau im Sauerland und die Hütten- und Hammerwerke der Region. Einen festen Sitz hatte die Bergbehörde zunächst nicht. Erst allmählich entwickelte sich Brilon zum festen Dienstort. Ein Unterbergamt war in Olpe angesiedelt. Die Bergbehörde erwies sich auf längere Sicht als nicht stark genug, um ihre Kompetenzen auch durchsetzen zu können. Nach den 1680er Jahren verlor die Behörde langsam an wirtschaftspolitischen Gestaltungsmöglichkeiten, während der Einfluss und die Eigeninteressen der Bergbautreibenden an Gewicht gewannen. Spätestens seit 1692 war die Behörde der kurkölnischen Hofkammer in Bonn untergeordnet. Diese hatte aber vor allem fiskalische Interessen und war weniger an einer nachhaltigen wirtschaftlichen Förderung oder technologischen Modernisierung interessiert. Beides waren Gründe, weshalb das Herzogtum Westfalen die von den Ressourcen her bestehenden Möglichkeiten nicht ausnutzen konnte.

## Hintergründe

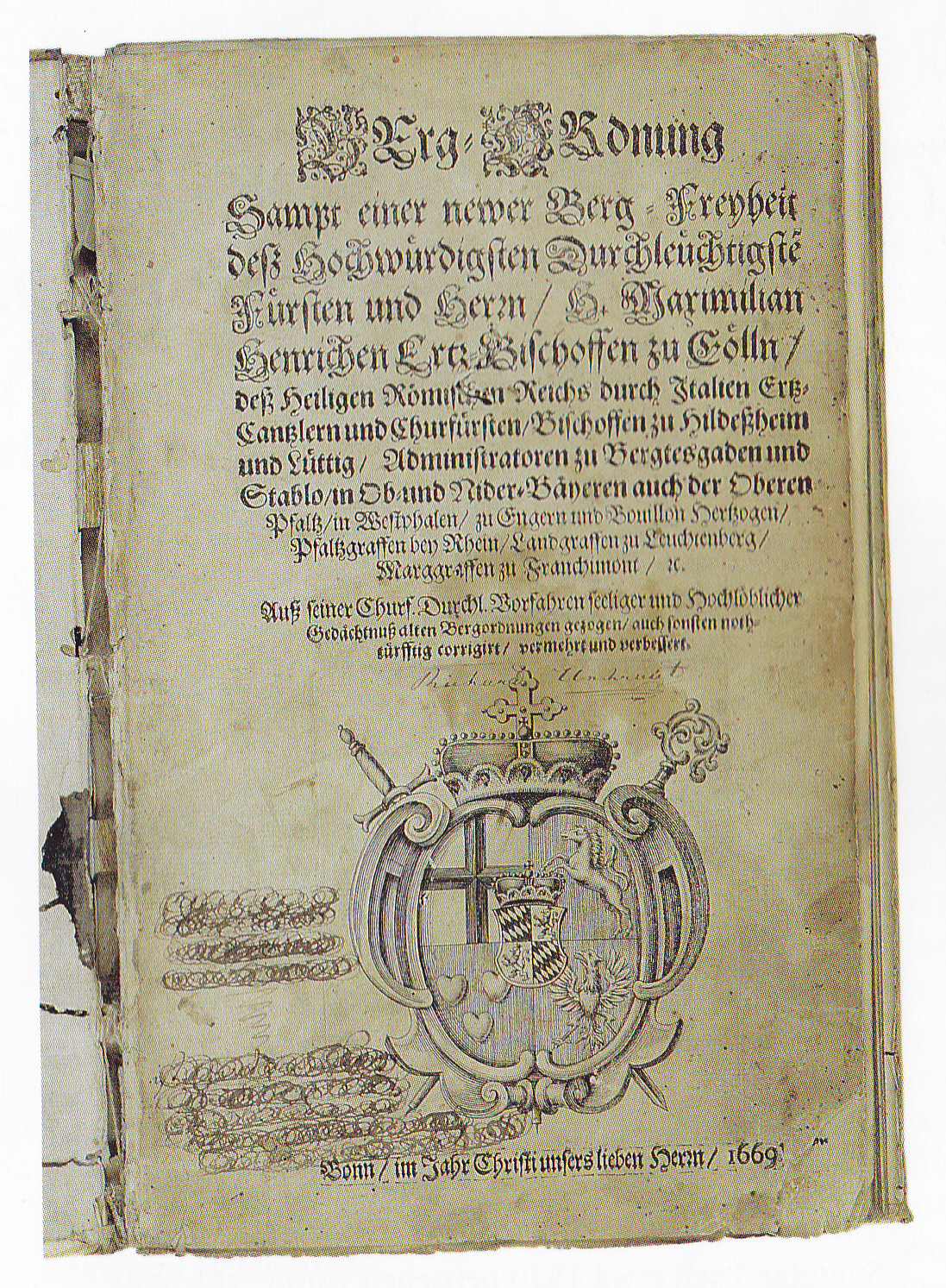
Die kurkölnischen Bergordnungen (hier die von 1669) waren die normativen Grundlagen für die Bergverwaltung

Der Bergbau war von großer wirtschaftlicher Bedeutung für das zu Kurköln gehörende Herzogtum Westfalen. Auch für den Kurstaat insgesamt war er aus fiskalischem und wirtschaftlichen Gründen von großem Interesse. Vor diesem Hintergrund haben die Landesherren versucht, den Bergbau in der Region zu fördern und in ihrem Sinn zu regulieren. Allein aus der Zeit zwischen 1533 und 1669 sind sechs Bergordnungen überliefert. In den Bergordnungen spiegelt sich auf normativer Ebene auch die Entwicklung der Bergverwaltung wider. Die dort getroffenen Bestimmungen stimmten allerdings mit der Realität nur selten überein. Vielfach waren die Bestimmungen der Bergordnungen wesentlich detaillierter und umfassender als die Umsetzung in die Praxis.

## Aufgaben und Aufbau
Zu den wichtigsten Aufgaben der Bergverwaltung gehörten das Einnehmen des Bergzehnten und das Erschließen neuer Quellen für den Zehnten. Die Einnahmen wurden mit den Ausgaben verrechnet und die Überschüsse an die Hofkammer in Bonn abgeführt. Außerdem erteilte das Bergamt die Rechte zu Mutungen und war für die Belehnungen zuständig. Eine Aufsicht über den eigentlichen Grubenbetrieb, wie sie für das Direktionsprinzip in der benachbarten Grafschaft Mark prägend war, bestand kaum. Problematisch war auch, dass der Berghauptmann in der Regel ein Adeliger ohne Fachkenntnisse war. Dies wäre weniger problematisch gewesen, wenn der Bergmeister seinen Aufgaben immer gewachsen gewesen wäre. Aber dies war eben auch nicht immer der Fall. Obwohl früh das Prinzip der Schriftlichkeit eingeführt worden war, fehlte es gerade für ältere oder stillgelegte Gruben an aussagekräftigen Seigerrissen oder ähnlichen Unterlagen. Dies machte es schwierig, später den Betrieb wieder aufzunehmen. Das Bergamt war auch zuständig für die Beaufsichtigung der Hütten- und Hammerwerke. So hatte es die zweckmäßige Einrichtung der Hochöfen und die fachmännische Ausbildung des Personals zu kontrollieren. Des Weiteren war das Bergamt Gerichtsinstanz für alle mit dem Berg-, Hütten- und Hammerwesen zusammen hängenden Konflikte. Abhängig von der Lage diesseits oder jenseits der Ruhr hatten sich die Konfliktparteien entweder an das Oberbergamt in Brilon oder an das Unterbergamt in Olpe zu wenden. Dabei behielt sich das Oberbergamt die Jurisdiktion über das Unterbergamt vor. Appellationsinstanz war der Hofrat in Bonn.
Am Ende des alten Reiches stellte sich der Aufbau des Bergamtes in etwa wie folgt dar: Neben dem Sitz in Brilon kam etwa seit 1650 eine Nebenstelle in Olpe dazu. Zeitweise wurden die beiden Bezirke der beiden Ämter als Quartale später auch als Bergreviere bezeichnet. Die Ruhr war im Wesentlichen die Grenze. Den beiden Revieren übergeordnet war das Oberbergamt in Brilon. Das Personal, gleichzeitig für das Revier Brilon verantwortlich, bestand aus einem Berghauptmann, einem Bergmeister, einem Bergschreiber, einem Bergzehender und jeweils einen Berggeschworenen für den Zuständigkeitsbereich von Brilon und Olpe. Der Bergschreiber hatte die Bergbücher zu führen und Verträge zu entwerfen. Der Bergzehender war für die Einziehung des Zehnten zuständig. Die Berggeschworenen besuchten und kontrollierten die Gruben, Hütten und Hämmer vor Ort. Das Unterbergamt in Olpe wurde von einem Unterbergmeister und einem Bergschreiber geführt. Die Bergbeamten wurden vom Kurfürsten ohne Einfluss der Landstände angestellt und in Eid genommen. Dem Bergamt untergeben und verpflichtet waren nach der Bergordnung von 1676 Inspektoren, Schichtmeister, Reidemeister, Steiger, Schmelzer und Hammerschmiede.
Nach der Übernahme des Landes durch Hessen-Darmstadt 1803 wurden die Bergämter Brilon und Olpe zusammengelegt und das Bergamt nach Eslohe verlegt. Aus dem Jahr 1815 – also kurz vor oder nach der Übernahme des Landes durch das Königreich Preußen – hat sich eine Beschreibung der Organisation der Bergverwaltung erhalten. Danach gab es die beiden Hauptbergreviere Brilon und Olpe. Jedem saß ein Bergmeister sowie ein Ober- und Unterberggeschworener vor. Die Bergreviere waren in Bezirke eingeteilt, für die jeweils ein Berggeschworener zuständig war. Ihre Sitze waren in Brilon, Ramsbeck, Thieringhausen (bei Olpe) und Sundern. Weitere Bergbeamte waren der Bergrichter, der Bergschreiber, der Markscheider und der Bergbote. Die Beamten des Bergamtes kamen jede Woche zu einer gemeinsamen Sitzung zusammen. Die entfernt sitzenden Berggeschworenen und Bergmeister kamen alle vierzehn Tage dazu. Der Markscheider wurde nur hinzu gezogene, wenn seine Expertise nötig war. Nach 1810 ist die Ernennung eines Oberbergmeister unterblieben. In Rechtsfragen war das Bergamt der Regierung in Arnsberg unterstellt. In Kameral- und Bergpolizeisachen war die Hofkammer in Darmstadt die übergeordnete Behörde.

## Geschichte

### Entwicklung bis Ende des 16. Jahrhunderts
Im Spätmittelalter existierten erst Rudimente einer Bergverwaltung oder Berggerichtsbarkeit. Diese war noch eng mit dem Forstwesen verbunden. Die Holzrichter etwa im Raum Endorf beanspruchten auch die Berggerichtsbarkeit. Dies war noch 1530 in einer Urkunde für die Gewerken am Endorfer Erbenstein der Fall. In der Folge differenzierten sich Forst- und Bergverwaltung aus. Aber bis ins 18. Jahrhundert übte stets ein Adeliger die Ämter des Oberjägermeisters und des Berghauptmanns in Personalunion aus.
In der Bergordnung von 1533 ging die bergrechtliche Zuständigkeit vom Holzrichter auf einen landesherrlich bestellten Bergmeister über. Zudem lässt sich ein Trend zur Verschriftlichung erkennen. Ein Bergschreiber hatte ein Bergbuch zu führen und auch die Zahlung des Bergzehnten wurde schriftlich festgehalten. Ein eigener Bergrichter existierte noch nicht. Stattdessen wurde diese Aufgabe vom Bergmeister mit übernommen. Hinzu kamen Schöffen, die zur Hälfte auf Basis des Landrechts und des Bergrechts ausgewählt wurden. In der Bergordnung von 1549 wurde dann festgelegt, dass die Bergleute zur Klärung interner Streitigkeiten einen Bergrichter und Schöffen wählen durften. Das Gericht des Bergmeisters war dagegen für alle anderen bergrechtlichen Angelegenheiten zuständig.

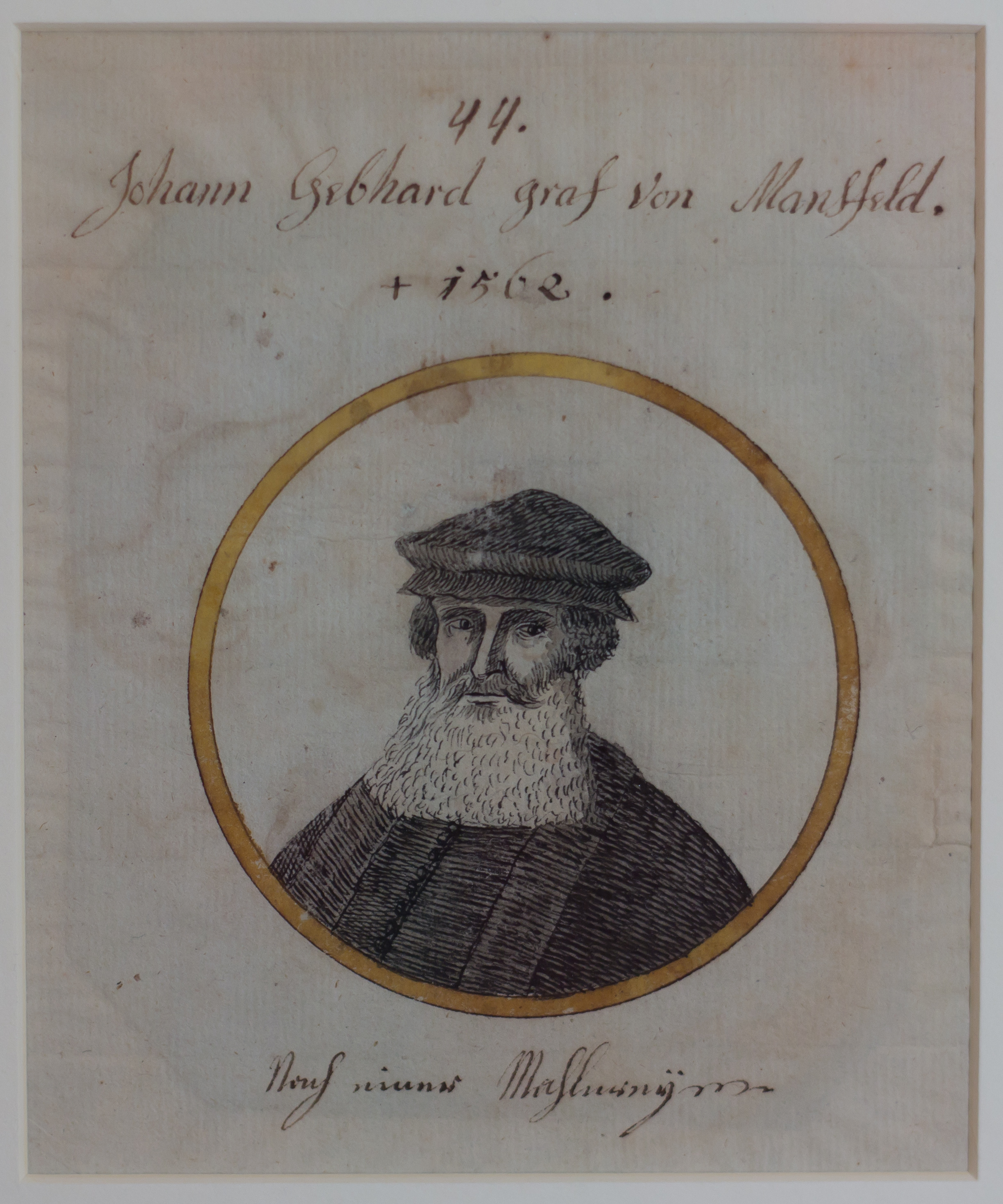
Kurfürst Gebhard von Mansfeld

Im Zusammenhang mit der Bergordnung von Kurfürst Anton von Schaumburg erließ dieser ein Edikt, in dem die Ernennung eines Bergvogtes und eines Bergmeisters bekannt gegeben wurde.
In der kurzen Zeit der Herrschaft von Gebhard von Mansfeld (1558–1562) übernahmen Beamte aus dem Mansfeldischen die Bergverwaltung im Herzogtum Westfalen. Ein Johann Braun wurde zum Landbergmeister ernannt. Dieser erwies sich in der Folge aber als unzuverlässig. Ein Aspekt der von Kurfürst Gebhard von Mansfeld 1559 erlassenen Bergordnung betraf die Übertragung der Organisationsgrundsätze der im sächsisch und böhmischen Raum üblichen Bergverwaltung auf das Herzogtum Westfalen. Genannt wurden zahlreiche Funktionsträger mit weitreichenden Zuständigkeiten. Diese Bestimmungen entsprachen aber nicht den tatsächlichen Zuständen und hatten rein normativen Charakter.
Die Entwicklung in der Folgezeit ist wegen der schlechten Überlieferungslage nicht ganz klar. Ein Bergamt in Endorf bestand spätestens seit den 1570er Jahren. Es unterstand dem Landbergmeister Leonhard Lehner. Dieser war ein auswärtiger bergmännischer Experte. Nach dessen Tod 1572 kam es innerhalb des Bergamtes zu internen Problemen. Es fanden Unterschlagungen statt und der damalige Bergmeister wurde entlassen. Dessen Posten blieb einige Zeit unbesetzt und die nötigen Geschäfte wurden von dem Landdrost in Arnsberg besorgt.

### Bedeutungshöhepunkt im 17. Jahrhundert
Unter dem Kurfürsten Ernst von Bayern, der großes Interesse an der Montanwirtschaft hatte, konnte die Situation stabilisiert werden. Zu seiner Zeit gab es zunächst zwei Bergmeister. Georg Reitzer amtierte und lebte in Meschede und gelegentlich in Brilon. Hans Joachim Lautenschläger war für den westlichen und südwestlichen Teil des Herzogtums zuständig und amtierte in Endorf. Nach dem Tod Reitzers war Lautenschläger für das gesamte Gebiet zuständig. Unter anderem als Reaktion auf seine Forderung nach bislang unbekannten Abgaben kam es zu Konflikten mit dem Landdrosten, verschiedenen bürgerlichen Gewerken und adeligen Betreibern von Hütten und Hammerwerken. Wohl um die Lage zu beruhigen, verzichtete Ernst von Bayern 1605 für 18 Jahre auf alle Zehnten aus dem Bergbau.

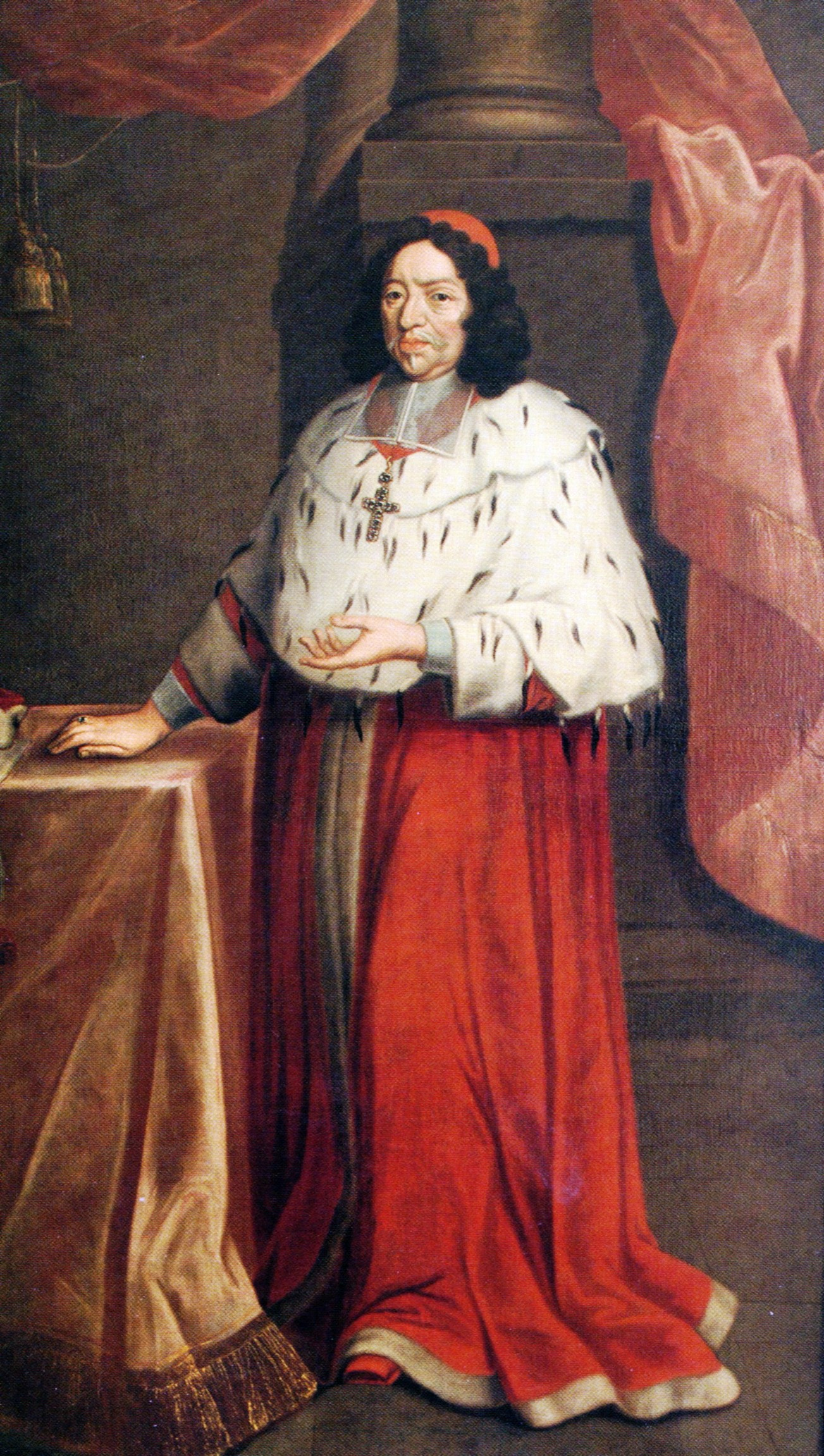
Lebensgroßes Bildnis von Maximilian Heinrich (heute im Sauerland-Museum in Arnsberg)

In den Jahrzehnten vor Beginn des Dreißigjährigen Krieges erlebte der Montansektor einen Aufschwung. Zwar kam es 1609 zu einem ersten Treffen der Bergbeamten, aber die Bergverwaltung griff in die Entwicklung wenig gestaltend ein. Ihre Aufgaben lagen zu dieser Zeit offenbar vor allem im fiskalisches Bereich. Der Dreißigjährige Krieg selber hat die Montanwirtschaft geschädigt, aber nicht völlig zu Grunde gerichtet. Nach dem Tod des Bergmeisters Lautenschlägers blieb sein Amt zunächst unbesetzt. Um 1640 übernahm Caspar Engelhardt den Posten. Dem Bergmeister formal übergeordnet waren die adeligen Berghauptleute zunächst Raab Gaudenz von Weichs und danach Ferdinand von Wrede. Der seit 1650 amtierende Kurfürst Maximilian Heinrich von Bayern bemühte sich um einen Wiederaufschwung des Bergwesens unter merkantilistischen Gesichtspunkten.
Ein ausführlicher Bericht des Bergmeisters legte den schlechten Zustand des Bergwesen offen dar. Neben zahlreicher anderer Gründe wies er auch auf die Bestrebungen bestimmter Interessierter hin, die Rechte des Bergmeisters auszuhöhlen. „Hohe und nidere beambten, richter, stätte und andere turbiren den berckmeister in seiner function, hat keine parition nach der berckordnung, die executiones werden ihme denegiert und zur confusion der berckordnung verweigert, wollen ihme nicht gestatten, die excessus uff hütten und hemmern waß deme anklebt nach der berckordnung und berckrechten zu straffen.“ Als Konsequenz forderte er eine Neufassung der Bergordnung und einer Ausweitung der Kompetenzen der Bergverwaltung.
Der Nachfolger Engelhardts als Bergmeister Christoph Frantze mit Sitz in Meschede begann sofort nach dem Amtsantritt mit der Erarbeitung einer neuen Bergordnung. Auch diese Bergordnung legte die Funktion der Bergbeamten fest. Das Personal der Bergwerke unterstand der Hofkammer und dem Berghauptmann. Ihre Anzahl war erneut sehr hoch und entsprach, wie bei der alten Bergordnung nicht der Realität.
Der Berghauptmann sollte sich in Bergsachen kundig machen und nahm eine ministerähnliche Position ein. Unter anderem wurde ihm die volle Bergjurisdiktion zugewiesen. Die Richter der Bergfreiheiten (d. h. der Minderform der Bergstadt) waren ihm nun untergeordnet. Verstärkt wurde auch die Schriftlichkeit bei der Amtsführung. Der Bergschreiber hatte nunmehr fünf unterschiedliche Bücher zu führen. Das allgemeine Bergbuch hatte öffentlichen Charakter und der Bergschreiber erhielt das Recht ein eigenes Siegel zu führen. Von den Bergbüchern ist, soweit heute bekannt, keines erhalten geblieben. Der mit der neuen Bergordnung gemachte Versuch das Bergwesen im Sinne des Absolutismus und Merkantilismus zu ordnen, traf allerdings auf die Gegenkräfte der Bergbautreibenden und der Landstände. Selbst der umfassende Jurisdiktionsanspruch stieß auf den Widerstand und Ablehnung durch Inhaber der Herrlichkeiten Padberg, Alme oder Canstein. Die Padberger gingen so weit, die kurfürstlichen Bergfrohnen festzusetzen.
Nach dem unfreiwilligen Rückzug Frantzes in den 1680er Jahren begann die Bergverwaltung an gestalterischem Einfluss zu verlieren, während die Freiheit der montangewerblich Tätigen zunahm. Aus der Rückschau war dies eine Zäsur. Der Verwaltung fiel es zunehmend schwerer die Bestimmungen der Bergordnung umzusetzen. Sie stand schließlich fast nur noch auf dem Papier. Diese Schwäche der Bergbehörde war auf lange Sicht ein Grund, weshalb das Herzogtum die von den Ressourcen her bestehenden Möglichkeiten nicht ausnutzen konnte.
Die Schwächung hatte auch damit zu tun, dass das Amt des Bergmeisters zunächst nicht wieder besetzt wurde. Dies erfolgte erst 1696 wieder. In dieser Zeit hatte der Berghauptmann von Weichs einen bedeutenden Einfluss auf die Montanpolitik. Zum Schutz des einheimischen Bergbaus versuchte er den Import von Erzen aus den Nachbargebieten zu unterbinden. Es kam zum Konflikt zwischen Bergamt und der Hofkammer in Bonn. Während das Bergamt Zollschranken verlangte, plädierte die Hofkammer für eine ungehinderte Einfuhr von Erz. Das Verbot Holzkohlen aus dem Herzogtum auszuführen, wurde kaum beachtet, auch dies ein Zeichen für die Schwäche des Bergamtes.

### Bedeutungsverlust im 18. Jahrhundert

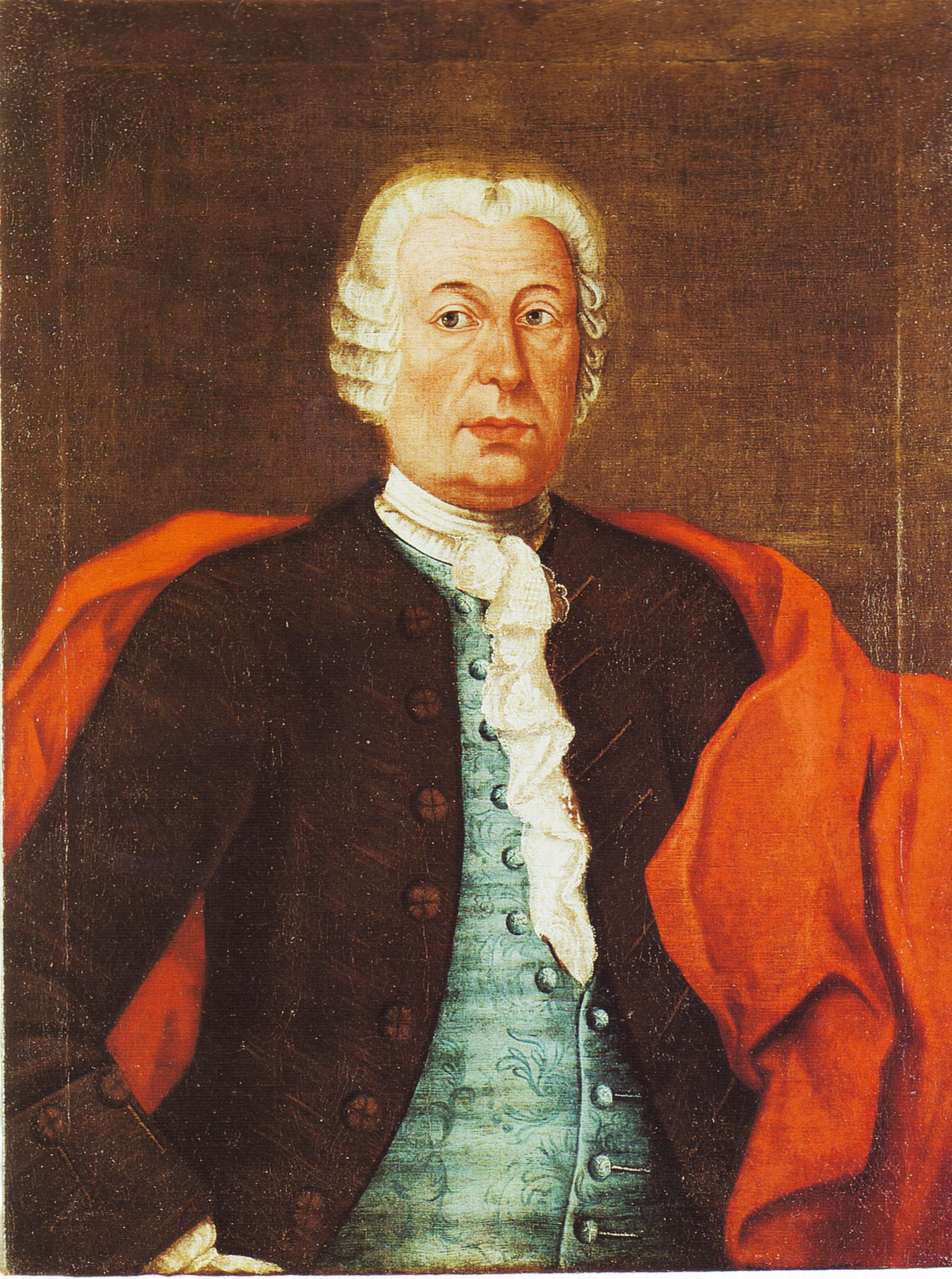
Everhard Jodokus Kannegießer (1709–1763), Bergmeister, Bürgermeister und Gewerke

In den Jahren 1710/1711 eskalierte der Konflikt um den Export von Eisen. Das Bergamt statutierte an einem Händler durch die Verhängung hoher Strafen nicht nur ein Exempel, sondern verhängte allgemein rückwirkend für fünf Jahre eine besondere Abgabe für exportierte Ware. Dies führte zu Protesten insbesondere von Reidemeistern aus dem Assinghauser Grund, die von anderen interessierten Gruppen unterstützt wurden. Mit dem Thema beschäftigte sich der Landtag und die Landstände sahen dies als Verstoß gegen die Erblandesvereinigung an. Diese band neue Abgaben grundsätzlich an die Zustimmung der Stände. Die Reidemeister riefen auch das Kölner Domkapitel an und dieses gab sich zumindest gesprächsbereit. Weil Kurfürst Joseph Clemens von Bayern zu dieser Zeit im Exil war, hatte das Domkapitel auch die weltliche Herrschaft in Kurköln und dem Herzogtum inne. Eine Deputation des Landtages beim Domkapitel erreichte de facto die Aufhebung des Strafzolls und Schadensersatz für den bestraften Reidemeister. Es wurde gar die Geltung der Bergordnung als solche in Frage gestellt. Diese Niederlage bedeutete einen schweren Ansehensverlust für das Bergamt.
Neben den bisherigen Funktionsträgern findet sich in der ersten Hälfte des 18. Jahrhunderts die Position eines Bergverwalters. Der Posten war eingerichtet worden, weil sich das Amt des Bergmeisters im frühen und mittleren 18. Jahrhundert zu einem weitgehend repräsentativen Amt entwickelt hatte. Das Amt hatten bis 1763 Angehörige der Familie Kannegießer inne. Ihre Tätigkeit beschränkte sich in dieser Funktion weitgehend auf die Umgebung von Brilon. Der Bergverwalter Herold hatte verschiedene Vorschläge zur Verbesserung des Bergwesens gemacht, stieß damit unter anderem bei Johann Heinrich Kannegießer auf Widerstand und er gab den Posten um 1723 ab. Die Bergaufsicht lag damit beim Berghauptmann, der aber auch das Forstwesen zu verwalten hatte. Die eigentliche Arbeit wurde daher vom Bergschreiber und Bergzehender wahrgenommen. Erst als 1763 Heinrich Kropff das Amt des Bergmeisters antrat, gewann dieses wieder an praktischer Bedeutung.
Zwischen 1730 und 1743 kam es zu einem Streit zwischen den Landständen auf der einen Seite und der Hofkammer und dem Bergamt auf der anderen Seite um die weitgehenden Jurisdiktionsrechte in bergrechtlichen Fragen des Bergamtes. Der aus Adel und Städten beschickte Landtag sah die wirtschaftliche Handlungsfreiheit dadurch in Gefahr. Im Jahr 1730 ließ Kurfürst Clemens August von Bayern eine Untersuchungskommission unter dem Berghauptmann von Weichs bilden. Das Bergamt bekräftigte seine Ansprüche auf regulative Eingriffe etwa hinsichtlich des Holzkohlenhandels im Sinne des Merkantilismus. Gleichwohl hat die Hofkammer offenbar dem Druck der Landstände nachgegeben und entwarf ein Edikt, das die Kompetenzen des Bergamtes empfindlich einzuschränken drohte. So sollte das Bergamt außerhalb des Amtes Brilons nicht mehr für die Holzkohlefrage zuständig sein. Steinbrüche sollten ebenfalls der Kontrolle des Bergamtes entzogen werden. Zu einer Umsetzung des Entwurfes kam es zunächst nicht und es wurden in der Folge weitere Expertisen etwa von der sächsischen Bergverwaltung eingeholt. Schließlich kam die kurfürstliche Regierung zu dem Schluss, dass eine zu weitreichende Kontrolle für das Metallgewerbe schädlich wäre. Im Jahr 1743 wurde das veränderte Edikt erlassen. Danach sollte das Bergamt nur noch zuständig sein für Streitigkeiten beim Bau oder Reparatur von Hütten, Hämmern oder Holzkohleschuppen. Seine gerichtliche Zuständigkeit beschränkte sich im Wesentlichen auf Angelegenheiten, die direkt die Bergwerke oder Bergleute betrafen. Insbesondere verlor das Bergamt damit seine meisten Einflussmöglichkeiten bei der Holzverkohlung. In diesem Bereich hat es zuvor stark einzugreifen versucht.
In der Folge war der Einfluss des Bergamtes auf die Wirtschaftspolitik noch stärker beschränkt. Es übte aber die Kernaufgaben wie für Mutungen, Belehnungen, die Genehmigung von Hütten- und Hammerwerken weiter aus und blieb für die Einziehung des Zehnten zuständig. Das Bergamt hatte Kontakt zu den Berggeschworenen und Steigern und bemühte sich um eine Regulierung der Verhältnisse der Bergleute. Diese Arbeiterpolitik ging aber bei weitem nicht so weit wie das Generalprivileg in der Grafschaft Mark von 1767. Im Jahr 1743 wurden die Berggeschworenen und Steiger in den Ämtern Menden und Balve zu einer vierteljährlichen Rechnungslegung und zu einer ordentlichen Aufsicht über die Bergleute aufgefordert. Die Bestimmungen wurden 1749 weiter ausgebaut. Vor der Ein- und Ausfahrt war nunmehr ein Gebet vorgeschrieben. Die Steiger hatten sorgfältig mit Geleucht und Pulver umzugehen und sie sollten den Bergleuten ein Vorbild sein. Diesen gegenüber sollten die Steiger höflich sein und sie mit „Vernunft regieren“. Die Bergleute wurden zur Einhaltung der Arbeitszeit und zu sorgfältiger Arbeit per Eid verpflichtet.
Eine Aufsicht über den eigentlichen Grubenbetrieb bestand im Gegensatz zum Direktionsprinzip in der benachbarten Grafschaft Mark aber kaum. Nur in beschränkten Maß gab es eine Aufsicht durch Berggeschworene und Schichtmeister. Zu den Aufgaben des Bergamtes gehörte auch die Aufsicht über das Hütten- und Hammerwesen, obwohl es in diesem Bereich bereits viele Kompetenzen verloren hatte. Das Bergamt hatte etwa die Zweckmäßigkeit der Hochöfen und die Kenntnisse der Hüttenmeister zu überprüfen.

### Ende der kurkölnischen Zeit

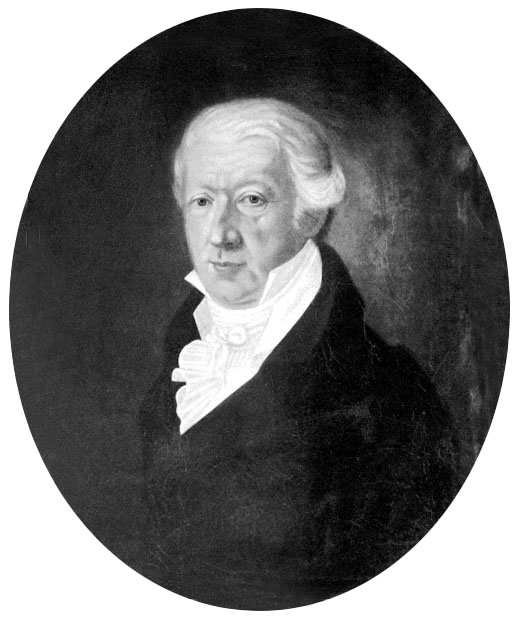
Franz-Wilhelm von Spiegel war eine der treibenden Kräfte für eine Modernisierung der Bergverwaltung

Unter Maximilian Friedrich von Königsegg-Rothenfels begannen Ansätze zu einer technischen Modernisierung der Bergwerke und der Hütten. Positiv wirkte sich die Tätigkeit des Bergmeisters Philipp Kropff aus. Später hatte dessen Sohn Johann Heinrich Kropff das Amt von 1777 bis 1807 inne. Der 1781 zum Berghauptmann ernannte Friedrich Joseph von Boeselager war ohne Kenntnisse und litt schließlich unter Demenz. Die eigentliche Arbeit überließ er den Bergmeistern in Olpe und Brilon. Friedrich Wilhelm von Spiegel, der bereits 1801 zum Bergrat ernannt worden war, trat 1804 die Stelle als Berghauptmann an, starb aber bereits 1807.
Obwohl Handlungsbedarf bestand, kam es zu keiner nennenswerten Reform des Bergamtes. Versuche dazu hat Franz Wilhelm von Spiegel, früherer Landdrost in Arnsberg und danach einflussreicher Minister in Bonn, seit 1786 gestartet. Er holte den Professor für Mineralogie Anton Wilhelm Arndts, der wie von Spiegel selbst über Bergbesitz im Sauerland verfügte, als Referenten für Montanangelegenheiten an die Hofkammer. Von ihm stammt ein Bericht von 1794 über die Missstände im Bergbau. Ein Vetter Friedrich Arndts verfasste 1802 einen weiteren Bericht. Beide stimmten in ihren Schlussfolgerungen überein. Die Bergbeamten hatten zu wenig Sachkenntnis, waren über das Markscheidewesen nicht informiert und die Bergbücher waren schlecht geführt. Die Bergbautreibenden konnten, ohne staatliches Eingreifen befürchten zu müssen, handeln, wie sie wollten. Dies führte zu Raubbau, was wiederum die Zehnteinnahmen des Landesherren schmälerte. Hinzu kam, dass die adeligen Berghauptleute keine ausreichenden bergmännischen oder zumindest juristischen Kenntnisse besaßen. Solange die Bergmeister Fachleute waren, ließ sich das kompensieren. Aber auch bei diesen war nicht immer alles zum Besten bestellt. So klagte von Spiegel 1784, dass der damalige Bergmeister zumindest in Teilen nur über mangelhafte Fachkenntnisse verfüge und seine Funktion zu lässig ausüben würde. Es fehlte insbesondere für ältere Gruben und Betriebe auch an genauen Unterlagen. Auch würde der Bergmeister die Gewerken nicht ausreichend antreiben, ihre Werke zu betreiben. Ziel war es daher, die Bergverwaltung nach preußischem Vorbild, wie sie in der benachbarten Grafschaft Mark bestand, zu modernisieren. Zur geplanten Einrichtung von Lehrstühlen für Physik, Mineralogie, Mechanik und Metallurgie zur Verbesserung der Ausbildung am Ende des Reiches kam es nicht mehr.
Nach der Übernahme des Herzogtums Westfalen durch Hessen-Darmstadt wurde Anton Wilhelm Arndts Hauptreferent für das Bergwerkswesen an der Regierung in Arnsberg und verfasste erneut Gutachten zur Reform des Bergwesens. Aber auch in der hessischen Zeit gelang es nicht das Bergwesen von Grund auf zu modernisieren. Das alte Bergamt Brilon wurde nach Eslohe verlegt und das Unterbergamt in Olpe wurde aufgelöst.

## Unterbergamt Olpe
Eine gewisse Sonderentwicklung gab es im Raum Olpe. Die Wege waren zu weit um das gesamte Bergwesen von einem Ort aus zu verwalten. Schon im Jahr 1506 wurde ein Bergmeister für das Amt Waldenburg genannt. Im Jahr 1596 wurde ein Bergmeister in Stachelau erwähnt. In Olpe trat ein Caspar Engelhardt – ein Verwandter des schon genannten Bergmeister Engelhardt – um 1603 als Bergmeister auf. Allmählich bildete sich eine eigene Verwaltung für das Bergwesen im Raum Olpe heraus. So wurde 1659 neben dem Bergmeister auch ein Bergschreiber und ein Berggeschworener genannt. Im Jahr 1724 war auch ein fester Bergzehender für diesen Bereich vorgesehen. Abgesehen von der Entfernung, gab es in diesem Gebiet auch wirtschaftliche Interessen, die nur schwer mit der merkantilistischen Politik des Briloner Bergamtes in Einklang zu bringen waren. Olpe war auf den Import von Roheisen aus dem Siegerland angewiesen. Teilweise zu Blechen weiterverarbeitet, wurde dieses ins Bergische und Märkische exportiert. Das Drängen auf eine eigene Bergverwaltung hatte Erfolg. Im Jahr 1740 wurde ein Bergamt in Olpe eingerichtet. De jure behielt das Bergamt in Brilon zwar die Aufsicht über Olpe, aber de facto agierte das dortige Bergamt weitgehend unabhängig von Brilon. Es wurden eigene Bergbücher geführt und in bergrechtlichen Dingen entschieden. Im Jahr 1767 gab es in Olpe einen Unterbergmeister, einen Bergzehender, einen Bergschreiber und einen Bergboten.

## Unterbringung
Die Bergverwaltung hatte zunächst keinen festen Sitz. Der Sitz war dort, wo der Bergmeister oder zuvor der Bergrichter lebte. Dies war etwa anfangs in Endorf oder Meschede der Fall. Zur Zeit des Berghauptmanns Gaudenz von Weichs war Hirschberg, Sitz der Forstverwaltung, auch Ort der Bergverwaltung. Wohl seit Anfang des 17. Jahrhunderts war in Brilon zumindest ein Bergzehntschreibes ansässig. Auch später mussten die Wohnsitze der Beamten nicht unbedingt in Brilon oder Olpe sein. Dort zwingende angesiedelt war nur der Bergschreiber. Erst im 18. Jahrhundert wurde Brilon wirklich das Zentrum der Bergverwaltung.
Die Unterbringung des Bergamtes in Brilon war daher bis etwa in die Mitte des 18. Jahrhunderts eher provisorisch. Dem Bergverwalter Herold war es um 1717 nicht gelungen ein Gebäude zu mieten oder zu bauen, weil er auf den Widerstand des Bürgermeisters und Bergmeisters Johann Heinrich Kannegießers gestoßen war. Er war befremdet, dass er für die Wohnung im „kurfürstlichen Hause“ – das kurz vorher in städtischen Besitz übergegangen war – Miete zahlen musste. Die Registratur befand sich im Haus des Bergzehntners. Als im Nachbarhaus ein Brand ausbrach und die Unterlagen gefährdete, bewilligte die Hofkammer Geld für den Bau eines kleinen feuerfesten Baus. Es entstand auch eine Bergstube. Dort wurden auch die Verhandlungen des Bergamtes mit den Reidemeistern abgehalten. Haus Hövener am Briloner Markt war wohl nach der Wende zum 19. Jahrhundert für einige Jahre Sitz der Bergverwaltung.